# Acalypha diminuata
Acalypha diminuata är en törelväxtart som beskrevs av Henri Ernest Baillon. Acalypha diminuata ingår i släktet akalyfor, och familjen törelväxter. Inga underarter finns listade i Catalogue of Life.